# Công quốc Wy
Công quốc Wy (tiếng Anh: Principality of Wy) là một quốc gia tự tuyên bố chủ quyền ở Úc nằm ở ngoại ô Sydney thuộc khu vực Mosman. Đây là một cộng đồng chưa được công nhận tại địa phương hoặc quốc gia.
Năm 2004, Paul Delprat tuyên bố ly khai khỏi Mosman và phát triển một vi quốc gia của riêng mình để đáp lại một cuộc tranh chấp kéo dài với chính quyền hội đồng địa phương. Sau 20 năm xin phép lập kế hoạch, ông đã thua kiện vào năm 2013.

## Lịch sử
Năm 1993, gia đình Delprat nộp đơn xin xây dựng một đường lái xe đến nhà của họ trên một con đường chưa được xây dựng, dẫn đến một cuộc chiến kéo dài với hội đồng vùng Mosman và cuối cùng họ đã thua. Cuối cùng, vào ngày 15 tháng 11 năm 2004, Paul Delprat tuyên bố ly khai khỏi Mosman, nhưng không phải từ Úc, tuyên bố rằng ông là hoàng tử của Công quốc Wy.
Nó đã được ghi nhận bởi các hãng thông tấn quốc tế và địa phương, bao gồm Sky News, The Daily Telegraph UK, The Sydney Morning Herald, The Daily Telegraph (Sydney), The National (Abu Dhabi)  và Kuwait Times. Tuy nhiên, vẫn chưa có sự công nhận của địa phương, quốc gia hoặc quốc tế đối với vi quốc gia này.
Delprat đã tham dự hội nghị đầu tiên của các nhà lãnh đạo vi quốc gia của Úc trên Đảo Dangar vào năm 2010, được tài trợ bởi Đại học Maquarie.

## Đóng góp cho nghệ thuật
Vi quốc gia là đơn vị bảo trợ tích cực cho nghệ thuật và tài trợ cho giải thưởng nghệ thuật.  Các đại diện từ công quốc cũng đã được mời đến mở các cuộc triển lãm    và bàn luận  trong khắp cộng đồng địa phương và khắp tiểu bang. Các bài đánh giá và bài báo về nghệ thuật đã xuất hiện trong các bản tin xã hội nghệ thuật  và được xuất bản trên trang web của Công quốc Wy với sự ủng hộ của các nghệ sĩ địa phương và cả các nghệ sĩ nổi tiếng. Các cuộc triển lãm riêng được tổ chức trong lãnh thổ công quốc theo lời mời và các cuộc triển lãm công khai được mở tại đại sứ quán ở Georges Heights, giới thiệu các tác phẩm của các nghệ sĩ mới và đang nổi.